# Kaspar Heidelbach

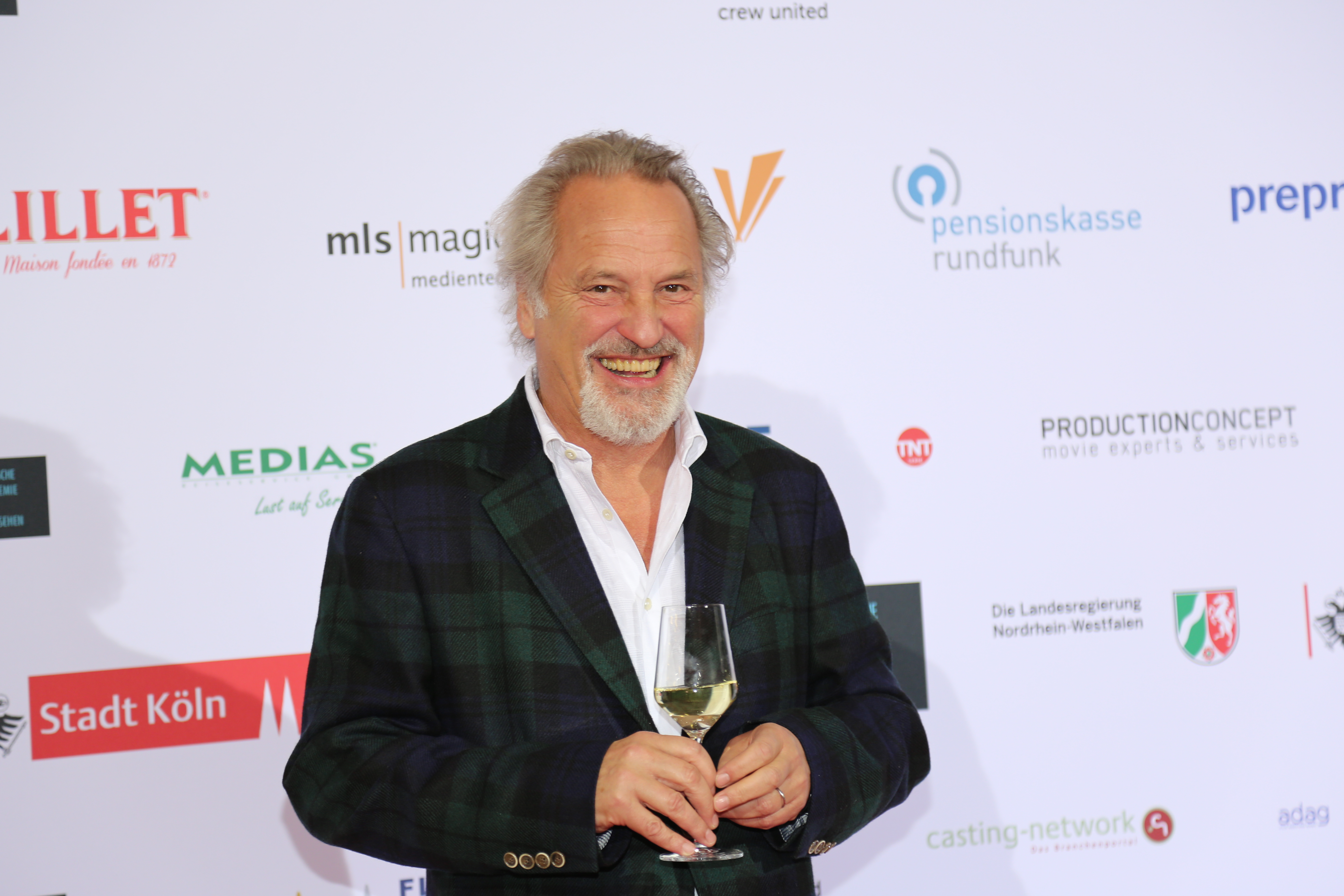
Kaspar Heidelbach bei der Verleihung der Auszeichnungen der Deutschen Akademie für Fernsehen (DAFF) 2017.

Kaspar Heidelbach (* 20. November 1954 in Tettnang) ist ein deutscher Regisseur.
Heidelbach studierte Kunstgeschichte und Theater-, Film- und Fernsehwissenschaft (TFF) in Köln. Noch während des Studiums wurde er Regieassistent beim ZDF und fungierte danach auch als Regisseur für die Serien Ein Fall für Zwei, Eurocops, Tatort und beim Privatsender SAT1 auch für  Wolffs Revier. Kaspar Heidelbach sieht den  Schwerpunkt seiner Arbeit im Bereich Fernsehfilm und  Spielfilm.
Heidelbach ist Mitglied im Bundesverband Regie (BVR).

## Auszeichnungen
Kaspar Heidelbach erhielt für den Fernsehfilm Das Wunder von Lengede (2004) den Bayerischen Fernsehpreis und den renommierten Adolf-Grimme-Preis (zusammen mit Jan Josef Liefers, Heino Ferch und Michael Souvignier).

## Filmografie (Auswahl)
- 1984–1992: Ein Fall für Zwei (8 Folgen)
- 1987: Dortmunder Roulette (Fernsehserie)
- 1988–1995: Lindenstraße (Fernsehserie, 31 Episoden)
- 1990: Leo und Charlotte (Fernsehfilm)
- 1991: Klefisch – Ein unbekannter Zeuge (Fernsehfilm)
- 1991: Eurocops (1 Folge)
- 1992: Tatort – Der Mörder und der Prinz
- 1992: Klefisch 3 – Ein unbekannter Zeuge (Fernsehfilm)
- 1992: Klefisch 4 – Tod am Meer (Fernsehfilm)
- 1992: Wolffs Revier (5 Folgen)
- 1993: Polski crash (Fernsehfilm)
- 1994: Babyfon – Mörder im Kinderzimmer (Fernsehfilm)
- 1995: Der Serienkiller – Klinge des Todes
- 1996: Das Tor des Feuers (Fernsehfilm)
- 1996: Appartement für einen Selbstmörder (Fernsehfilm)
- 1997: Tatort – Willkommen in Köln
- 1997: Out of nowhere (Fernsehfilm)
- 1997: Tatort – Bombenstimmung
- 1998: Verfolgt! – Mädchenjagd auf der Autobahn (Fernsehfilm)
- 1999: Tatort – Drei Affen
- 1999: Glanzzeiten (Fernsehfilm)
- 1999: Verratene Freundschaft – Ein Mann wird zur Gefahr (Fernsehfilm)
- 2000: Zwei vom Blitz getroffen/Liebe auf den ersten Blitz (Fernsehfilm)
- 2000: Nie mehr zweite Liga (Fernsehfilm)
- 2000: Tatort – Bittere Mandeln
- 2000: Tatort – Quartett in Leipzig
- 2001: Tatort – Bestien
- 2002: Verhexte Hochzeit (Fernsehkomödie)
- 2002: Tatort – Rückspiel
- 2003: Tatort – Das Phantom
- 2003: Das Wunder von Lengede (Fernsehfilm)
- 2004: Tatort – Eine Leiche zu viel
- 2004: Tatort – Der Frauenflüsterer
- 2005: Tatort – Schattenhochzeit
- 2006: Der Untergang der Pamir
- 2007: Die Katze (Fernsehfilm)
- 2008: Tatort: Müll
- 2009: Es liegt mir auf der Zunge (Fernsehfilm)
- 2009: Berlin 36
- 2010: Tatort: Klassentreffen
- 2010: Tatort – Der Fluch der Mumie
- 2012: Tatort – Keine Polizei
- 2013: Tatort – Summ, Summ, Summ
- 2013: Schimanski: Loverboy
- 2014: Besondere Schwere der Schuld
- 2014: Mord mit Aussicht
- 2015: Tatort – Dicker als Wasser
- 2015: Tatort – Erkläre Chimäre
- 2018: Tatort – Bausünden
- 2018: Stralsund – Waffenbrüder
- 2020: Der Bozen-Krimi – Zündstoff